# 파우스토 칠리아노

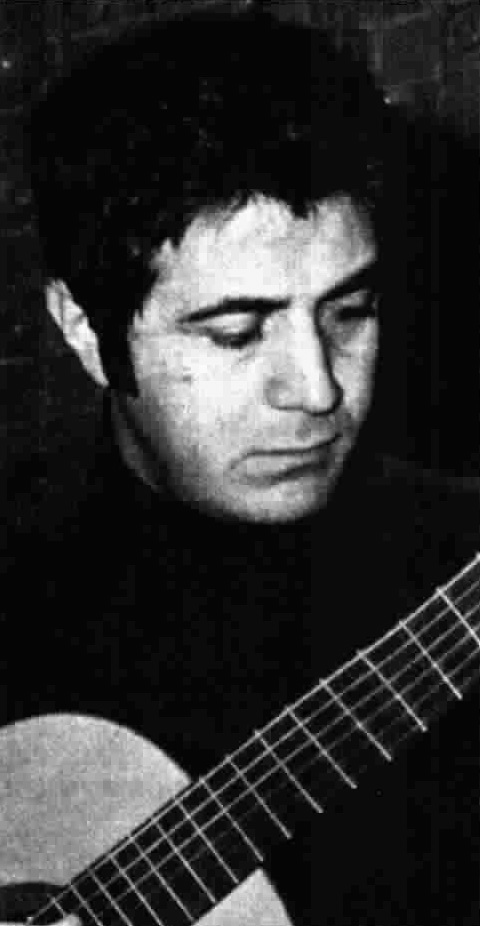
파우스토 칠리아노(1975년)

파우스토 칠리아노(이탈리아어: Fausto Cigliano, 1937년 2월 15일~2022년 2월 17일)는 이탈리아의 가수, 기타리스트, 배우이다.
칸초네 나폴레타노 가수 가운데서 손꼽히는 세 사람 중 한 사람이다. 나폴리에서 태어나 그 곳에서 자란 그는 계속해서 나폴리에서 활약하였다.  열정적인 바리톤으로 나폴리조(調의)창법이 매력적인 가수이다. 또한 그는 작곡도 하여 <그대, 그렇지 그대야>, <달 아래 별 아래> 등 나폴레타노의 이름난 작품들이 있다.

## 참고 문헌
- 이 문서에는 다음커뮤니케이션(현 카카오)에서 GFDL 또는 CC-SA 라이선스로 배포한 글로벌 세계대백과사전의 "칠리아노" 항목을 기초로 작성된 글이 포함되어 있습니다.